# Quaregnon
Quaregnon (en picard Cwargnon) és un municipi belga de la província d'Hainaut a la regió valona, dins la regió del Borinage. Està compost per les viles de Quaregnon i Wasmuel i es divideix en tres seccions:
- Quaregnon-sud
- Quaregnon-centre
- Quaregnon-rivage.

## Personatges il·lustres
- Henri Tournelle (1893-1961), dramaturg en való.
- Robert Delcourt (1902 - † 1967), dramaturg en való.
- Georges Plumat (1888 - † 1957), burgmestre de Quaregnon i secretari federal del P.O.B.

## Agermanaments
- Condé-sur-l'Escaut
- Ay (Marne)
- Assoro